# Maria van Battenberg

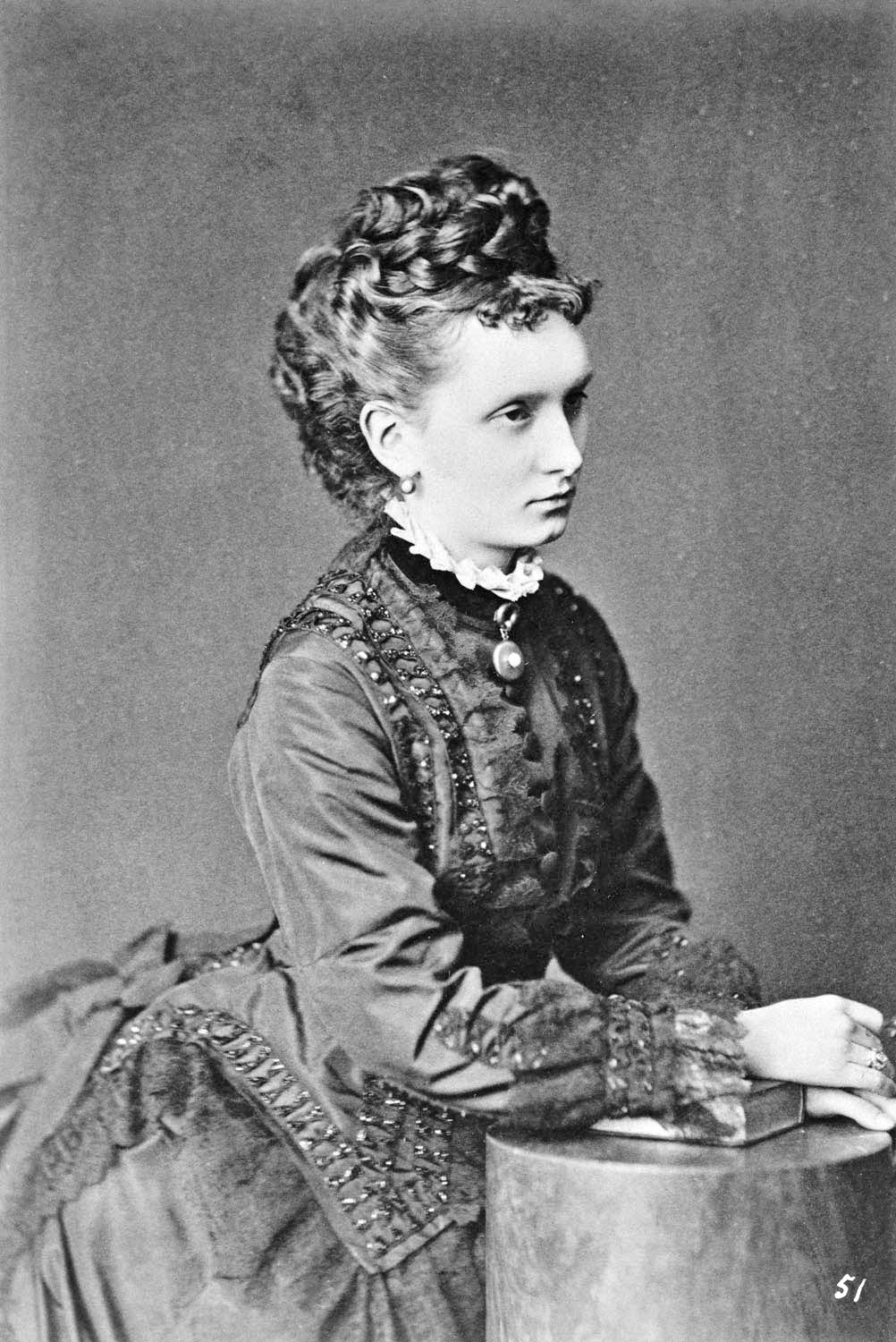
Prinses Maria van Battenberg in 1874

Maria Carolina van Battenberg (Genève, 15 juli 1852 - Schönberg (Bensheim), 20 juni 1923) was een prinses uit het Huis Battenberg.
Zij was het oudste kind van Alexander van Hessen en Rijn-Hessen uit diens morganatisch huwelijk met Julia van Hauke. Na haar volgden nog vier kinderen. Haar oudste broer, Lodewijk Alexander zou, door zijn huwelijk met Victoria Maria van Hessen-Darmstadt (een kleindochter van de Engelse koningin Victoria) introuwen in het Britse koningshuis en de stamvader worden van de Mountbattens. Haar een-na oudste broer Alexander, zou in 1879 koning van Bulgarije worden. 
Zelf trouwde ze op 19 april 1871 in Darmstadt met graaf Gustaaf Ernst van Erbach-Schönberg, die - voor de gelegenheid - tot Fürst von Erbach-Schönberg werd verheven. Zij kregen de volgende kinderen:
- Alexander (1872-1944) ∞ Elisabeth van Waldeck-Pyrmont, een zuster van de Nederlandse koningin Emma
- Maximiliaan (1872-1892)
- Victor (1880-1967)
- Edda (1883-1966)

De prinses vertaalde enkele boeken uit het Engels en schreef zelf ook een aantal werken met een overwegend autobiografisch karakter.

## Boeken van prinses Maria
- Marie von Erbach-Schönberg: Meine Reise nach Bulgarien im Jahre 1884, Heller, 1916
- Fürstin Marie zu Erbach-Schönberg Prinzessin von Battenberg: Entscheidende Jahre. 1859 - 1866 - 1870. Aus meiner Kindheit und Mädchenzeit. Tweede druk. Darmstadt 1923, Verlag der "Litera"-A.-G.
- Fürstin Marie zu Erbach-Schönberg Prinzessin von Battenberg: Aus stiller und bewegter Zeit. Erinnerungen aus meinem Leben. Für den Buchhandel H. L. Schlapp, Antiquariat in Darmstadt 1921
- Fürstin Marie zu Erbach-Schönberg Prinzessin von Battenberg: Erklungenes und Verklungenes. Darmstadt 1923
- Marie von Erbach-Schönberg: Memoiren der Fürstin Marie zu Erbach-Schönberg, Prinzessin von Battenberg 1852-1923, o. V.,  1958 ISBN 3-9227817-5-6